# Pravosudni ispit
Pravosudni ispit je ispit koji sprovodi advokatska komora jedne jurisdikcije koji advokat mora da položi da bi bio primljen u advokatsku komoru te jurisdikcije.

## Australija
Sprovođenje pravosudnih ispita je odgovornost advokatske komore u datoj državi ili teritoriji o kojoj je reč. Oni koji su zainteresovani za karijeru u advokaturi moraju prvo biti primljeni kao advokati u Vrhovni sud svoje matične države ili teritorije. Ovo generalno zahteva završetak studija prava koje mogu da potraju i do 8 godina u zavisnosti od načina studiranja, određenog stepena koji se završava i pravnog fakulteta. Nakon što steknu diplomu prava, diplomirani pravnici obično moraju da obave period praktične pravne obuke (PLT).
Tokom PLT perioda, diplomirani pravnici dobijaju dalje pravno obrazovanje koje se više fokusira na praktične ili tehničke aspekte zakona, kao što su sudska praksa, prenos i sastavljanje tužbenih zahteva. Diplomirani pravnici takođe moraju da završe minimalni broj dana pod nadzorom višeg pravnika.
Nakon uspešnog završetka praktične pravne obuke, diplomirani pravnici moraju da podnesu zahtev za prijem u Vrhovni sud u svojoj državi ili teritoriji. Ova ceremonija se obično održava pod predsedavajućim vrhovnim sudom države ili teritorije. To je formalna ceremonija koja takođe uključuje polaganje zakletve (ili davanje afirmacije) da će se pridržavati zakona jurisdikcije i rezultira time da se ime osobe upiše na spisak praktičara u toj jurisdikciji.

## Brazil
Red advokata Brazila (Ordem dos Advogados do Brasil), Brazilska advokatska komora, sprovodi pravosudni ispit širom zemlje dva do tri puta godišnje (obično u januaru, martu i septembru). Ispit je podeljen u dve faze – prva se sastoji od 80 pitanja sa višestrukim izborom koja pokrivaju sve discipline (etika, ljudska prava, filozofija prava, ustavno pravo, upravno pravo, građansko pravo, potrošačko pravo, građansko procesno pravo, krivično pravo, krivični postupak, Zakon o radu i Zakon o radnom postupku). Kandidat mora tačno da odgovori na najmanje 40 pitanja da bi prešao na drugi deo ispita, četiri esejska pitanja i radni projekat (predlog, mišljenje ili tužbeni dokument) iz građanskog prava (uključujući pravo potrošača), Zakona o radu, krivičnog prava, Upravnog zakona, Ustavnog zakona, Korporativnog zakona ili Poreskog zakona, i njihove odgovarajuće procedure. Pravosudni ispit se može polagati na diplomskoj godini. Uspeh na ispitu omogućava da se praktikuje u bilo kom sudu ili jurisdikciji u zemlji.

## Kanada
U Kanadi, prijem u advokatsku komoru je stvar pokrajinske ili teritorijalne nadležnosti. Sve provincije, osim Kvebeka, prate tradiciju običajnog prava. Advokati u svakoj provinciji običajnog prava su kvalifikovani kao baristeri i kao advokati, i moraju položiti ispite za oba vida sudske prakse koje sprovodi Advokatska zajednica koja upravlja advokaturom u njihovoj pokrajini ili teritoriji. Sve provincije običajnog prava zahtevaju od budućih advokata da završe mandat (obično 10 meseci) nakon diplomiranja na pravnom fakultetu tokom kojeg rade pod nadzorom kvalifikovanog advokata. Pravosudni ispiti se mogu polagati nakon diplomiranja na pravnom fakultetu, ali pre početka rada, ili se mogu polagati za vreme ili nakon završene prakse. Nakon položenih ispita i uspešno završenog stažnog roka, kandidati bivaju pozvani u advokatsku komoru i primljeni u advokatsku profesiju kao advokati.

## Spoljašnje veze
- National Conference of Bar Examiners: Makers of the Multistate Bar Exam
- The Louisiana Supreme Court Committee on Bar Admission